# Limfjordscup
Limfjordscup er en stor international fodboldturnering i Lemvig.
Stævnet er internationalt – med ca. 2000 fodboldglade unge mennesker, der mødes og spiller fodbold i 4 dage. Kampene spilles på et stadionanlæg med grønne baner. Holdene indkvarteres på byens skoler.